# Ernest Alby
Pour les articles homonymes, voir Alby.
Ernest Alby (1809-1868) est un écrivain, auteur de recueils sur la conquête de l'Algérie. Il a publié des romans historiques et est considéré comme le précurseur du roman-feuilleton historique.
Il a été militant saint-simonien, avant de renoncer à cette philosophie. Nommé chevalier de la Légion d'honneur par le ministre de l'instruction publique Salvandy, en 1846.
Ernest Alby était membre du comité de la Société des gens de lettres.

## Biographie

### Repères
Ernest Alby est né à Marseille (Bouches-du-Rhône), rue Mazade, le 1er juillet 1809. Son acte de naissance mentionne les prénoms François et Antoine. L'usage littéraire du prénom Ernest semble avoir été un choix arbitraire de la part d'Alby.
Son père, Marc François Alby, était négociant dans la capitale phocéenne à la naissance de son fils. Il fit ensuite une carrière de notable à Castres et dans le Tarn dont il était originaire : président du tribunal de commerce, maire de Castres en 1830, député de 1831 à 1834,.

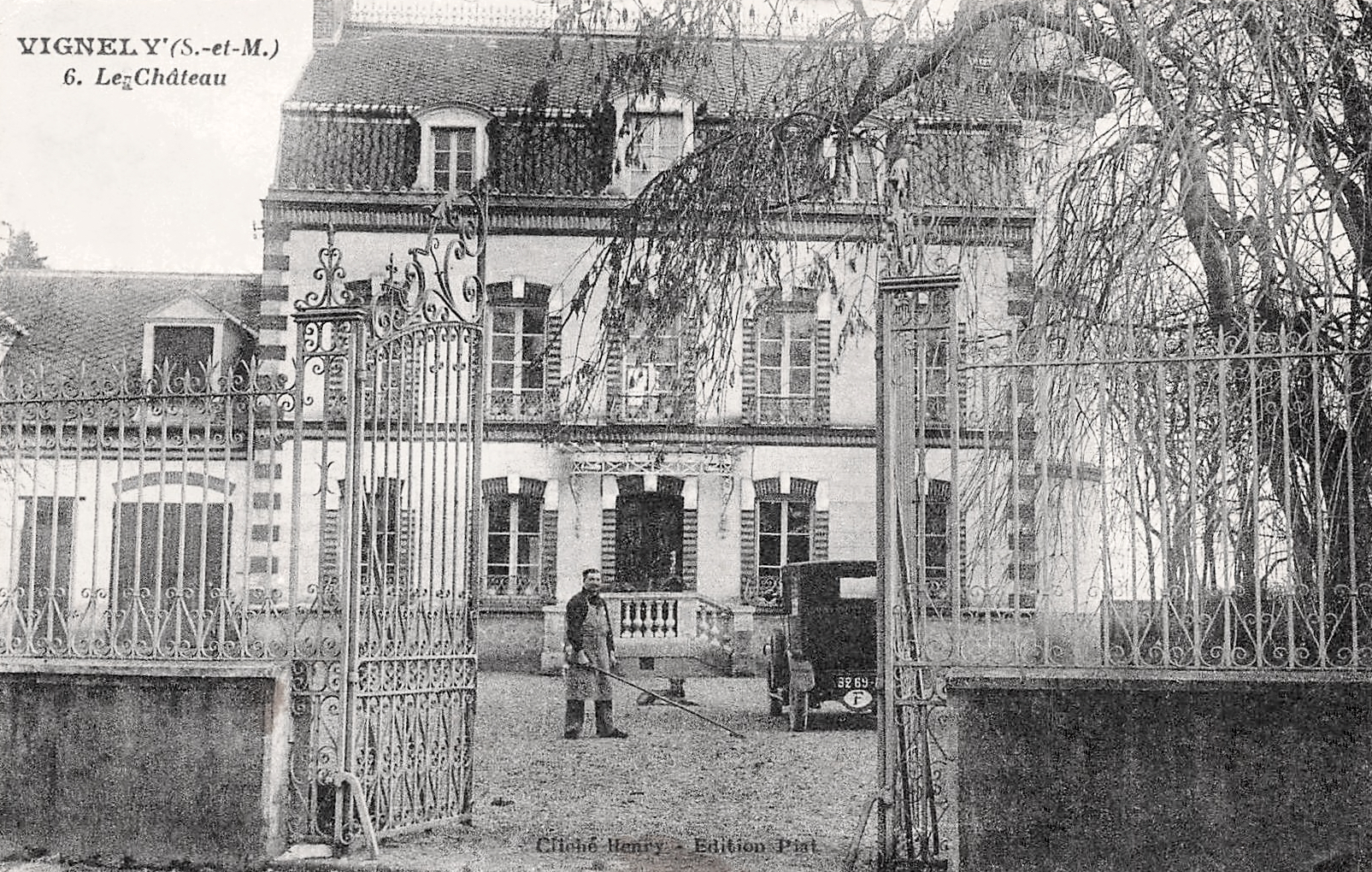
Château de Vignely.

Ernest Alby fait ses études à Paris, « dans la pension de M. Villaudon, rue Chanteraine » puis au collège Louis-le-Grand, et enfin à l'École de Sorèze (Tarn) en 1823; il revient ensuite à Paris pour « faire son droit » en 1828,.
De 1859 à 1868, Ernest Alby a été propriétaire du château de Vignely, dans le département de Seine-et-Marne.
Il meurt à Paris (9e arrondissement) le 24 juin 1868. Ernest Alby résidait alors au n° 3 de la rue Laffitte. Il était marié à Élisabeth Guillaume.

### Parcours et carrière

#### Protestantisme et saint-simonisme
Ernest Alby est issu d'une famille protestante qui « avait quitté Marseille durant les massacres de la Terreur blanche en 1815. Pendant ses études à Castres (Tarn), Alby fut converti au saint-simonisme par son ancien professeur Barrault, et chargé de la propagande dans le Midi méditerranéen. Après avoir fait l’objet de poursuites, il renonça au saint-simonisme, fut attaché par Guizot au département des Manuscrits de la Bibliothèque nationale et publia de nombreuses œuvres littéraires ».

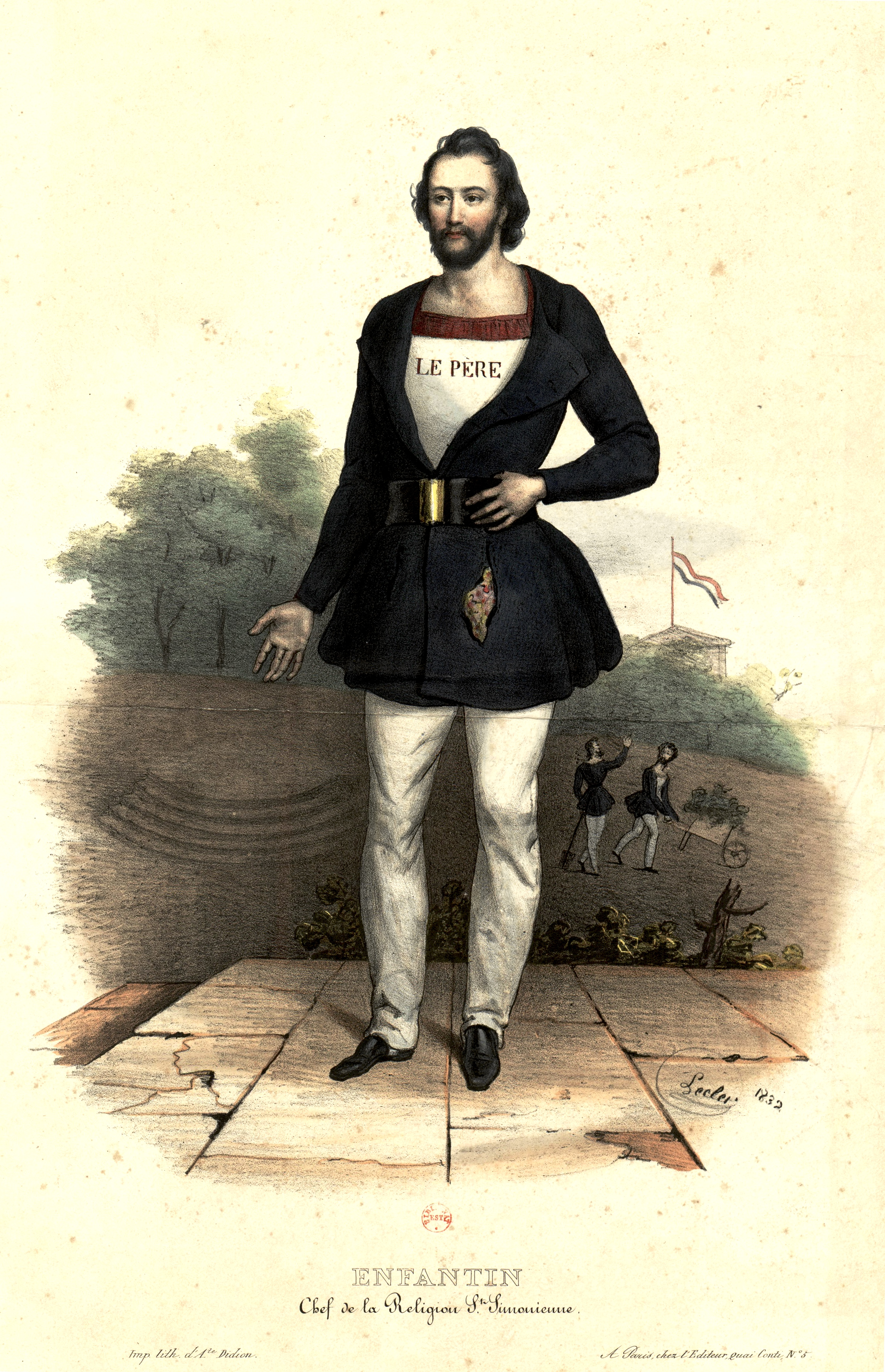
Prosper Enfantin.

C'est au collège de Sorèze qu'Ernest Alby fait connaissance avec les idées saint-simoniennes grâce à son professeur de rhétorique Émile Barrault. Quand il retourne à Paris pour ses études de droit, en 1828, il se lie avec Olinde Rodrigues, Bazard et Prosper Enfantin.
En 1832-1833, Ernest Alby passe six mois à Toulouse « où il propagea les idées de la nouvelle école avec une rare intrépidité ».

#### Le roman-feuilleton historique

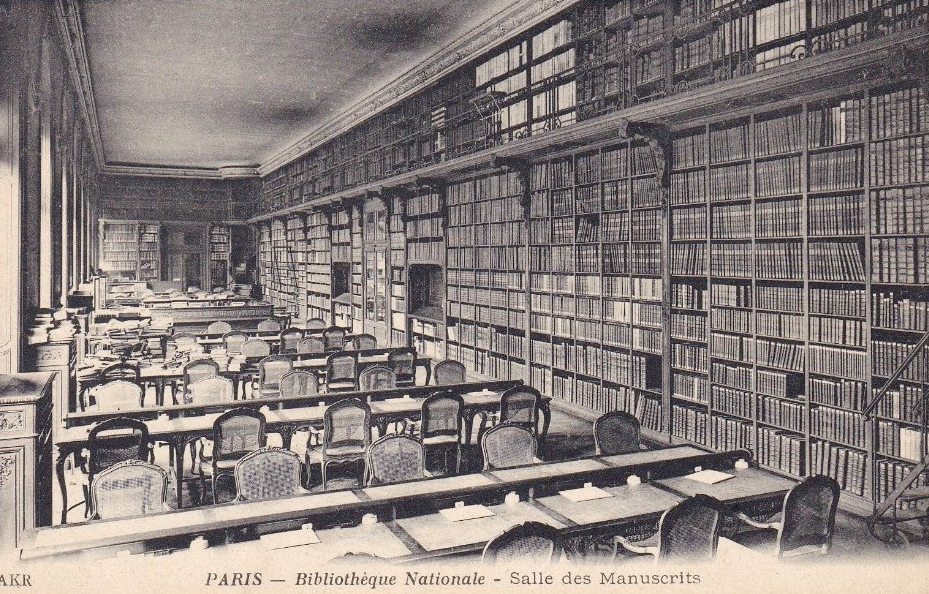
Bibliothèque Nationale, salle des manuscrits.

Ernest Alby acquiert sa culture historique quand il est nommé à la Bibliothèque royale par le ministre de l'instruction publique, François Guizot. Il y travaille de 1834 à 1838.
Dans son Dictionnaire des pseudonymes (1869), Georges d'Heylli, consacre une notice à Ernest Alby, rappelant la renommée qui avait été la sienne : «Célèbre membre du comité de la Société des gens de lettres, romancier estimable, bien qu'un peu oublié de nos jours, et qui a eu jadis sa vogue et sa célébrité. Il a été l'initiateur du roman-feuilleton historique, où tant d'autres l'ont suivi et dépassé. Son roman, La Captivité du trompette Escoffier, a eu autrefois une réputation et un succès immenses».

#### Le journalisme
Il a été collaborateur de plusieurs journaux : le Moniteur du commerce, la Paix, la Charte de 1830, le Messager, le Temps, la Presse, mais aussi Le Globe, la France littéraire et la Gazette des tribunaux.

## Publications

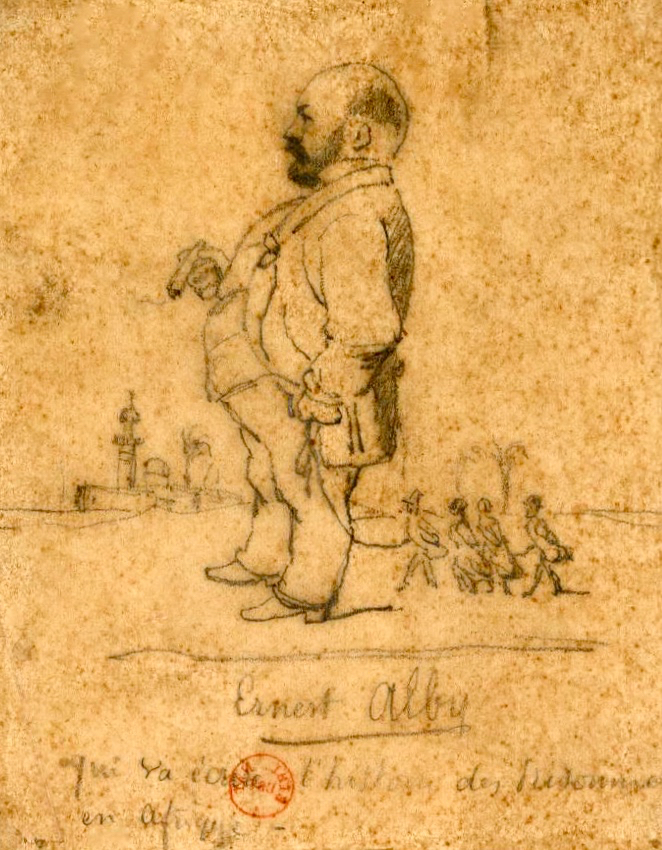
Ernest Alby, caricature, Nadar.

- Les prisonniers d'Abd-el-Kader, ou Cinq mois de captivité chez les Arabes, 1837.
- Catherine de Navarre, histoire de la Réforme, 1520-1604, 1838.
- «L'Enfance de Luther», par M. Ernest Alby... Extrait de la France littéraire..., 1840.
- Des Persécutions contre les Juifs, 1840.
- Les Brodeuses de la Reine, 1845.
- Histoire des prisonniers français en Afrique depuis la conquête, 1847.
- La Captivité du trompette Escoffier, 2 tomes, 1848.
- Les Vêpres marocaines, ou les Derniers Prisonniers d'Abd-el-Kader, 1853.
- Les Camisards (1702-1711), 1858.
- Le Jugement de Pâris, opérette en 1 acte, mêlée de danses et à grand spectacle, paroles de MM. Ernest Alby et Commerson, musique de M. Laurent de Rillé, Paris, Folies-Nouvelles, 11 février 1859.
- L'Olympe à Paris ou Les dieux en habit noir, 1867.